# Господство Щаргард
Господството Щаргард (на латински: terra Stargardiensis; на немски: Herrschaft Stargard, Stargarder Land, Land Stargard) е господство през Средновековието в граничната територия между Бранденбург, Померания и Мекленбург.

## История
Главен център е замък Щаргард. Споменава се за пръв път през 13 век.
През 1236 г. чрез мирен договор от Креммен братята маркгравоете Йохан I фон Бранденбург и Ото III фон Бранденбург от фамилията Аскани получават територията Щаргард от померанския херцог Вартислав III.
През 1292 г. Щаргард е в зестрата (vidualitium) на Беатрикс, дъщерята на маркграф Албрехт III от Бранденбург, омъжена за княз Хайнрих II от Мекленбург.